# Plac Odrodzenia w Szczecinie
Plac Odrodzenia w Szczecinie (do 1945: Friedrich-Karl-Platz, 1945–1956: pl. Józefa Stalina) – jeden z placów gwiaździstych zlokalizowanych w centrum Szczecina. Stanowi fragment DW 115. Administracyjnie należy do osiedla Centrum dzielnicy Śródmieście.

## Urbanistyka
Projekt placu powstał w 1882 r. Plac położony jest w osi ul. marsz. Józefa Piłsudskiego, między placem Szarych Szeregów a placem Grunwaldzkim. Plac ma formę ronda, do którego promieniście dochodzą następujące ulice: ul. Monte Cassino, Mazurska oraz ul. Piłsudskiego. Wysepka centralna ma formę zieleńca obsadzonego drzewami oraz krzewami, który przecięty jest dwutorowym torowiskiem tramwajowym biegnącym w stronę placu Szarych Szeregów.

## Zabudowa
Do placu ze wszystkich stron przylegają zabudowania pochodzące z końca XIX wieku w postaci kilkupiętrowych, eklektycznych kamienic. Niegdyś wszystkie budynki posiadały ozdobne zwieńczenia w postaci balustrad, szczytów i kopuł na dachach, lecz do dziś przetrwała tylko część tych detali. Część budynków jako rezultat zaniedbań została po II wojnie światowej przebudowana, m.in. poprzez dobudowę dodatkowego piętra na poddaszu, jak kamienica Wilhelma Zimmermanna na rogu z ul. Monte Cassino.

## Transport
Plac Odrodzenia przecięty jest dwutorową trasą tramwajową, z której korzystają w normalnej organizacji ruchu linie tramwajowe nr  1,  5,  11,  12.
Pod koniec lat 40. XX wieku w obrębie placu znajdowała się stacja początkowa kolei polowej, która służyła do transportu gruzu na polany przy Syrenich Stawach z obszarów Śródmieścia zniszczonych w bombardowaniach.

## Zdjęcia

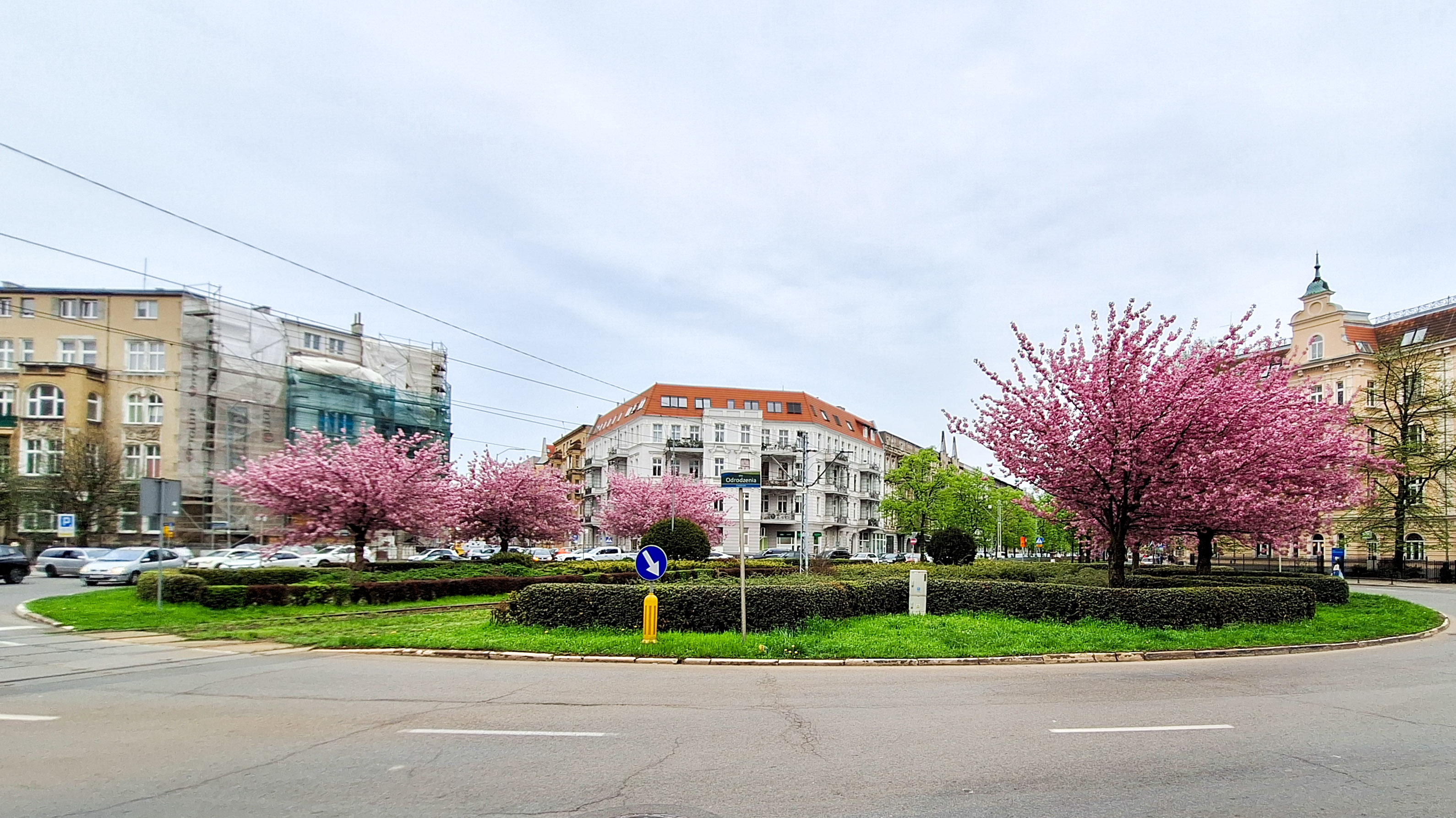
Wiśnie na pl. Odrodzenia
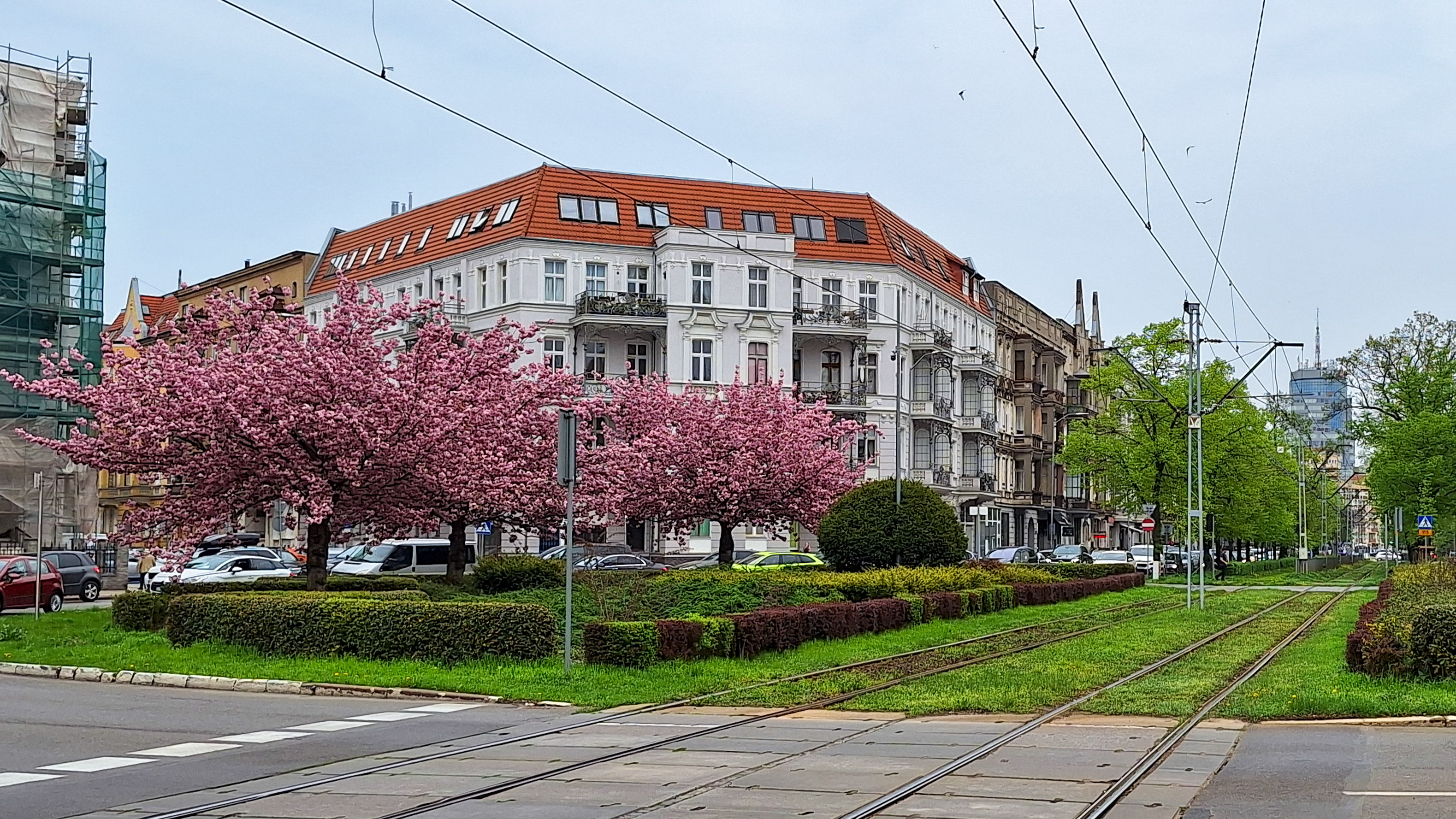
Narożnik ul. Mazurskiej i ul. Piłsudskiego
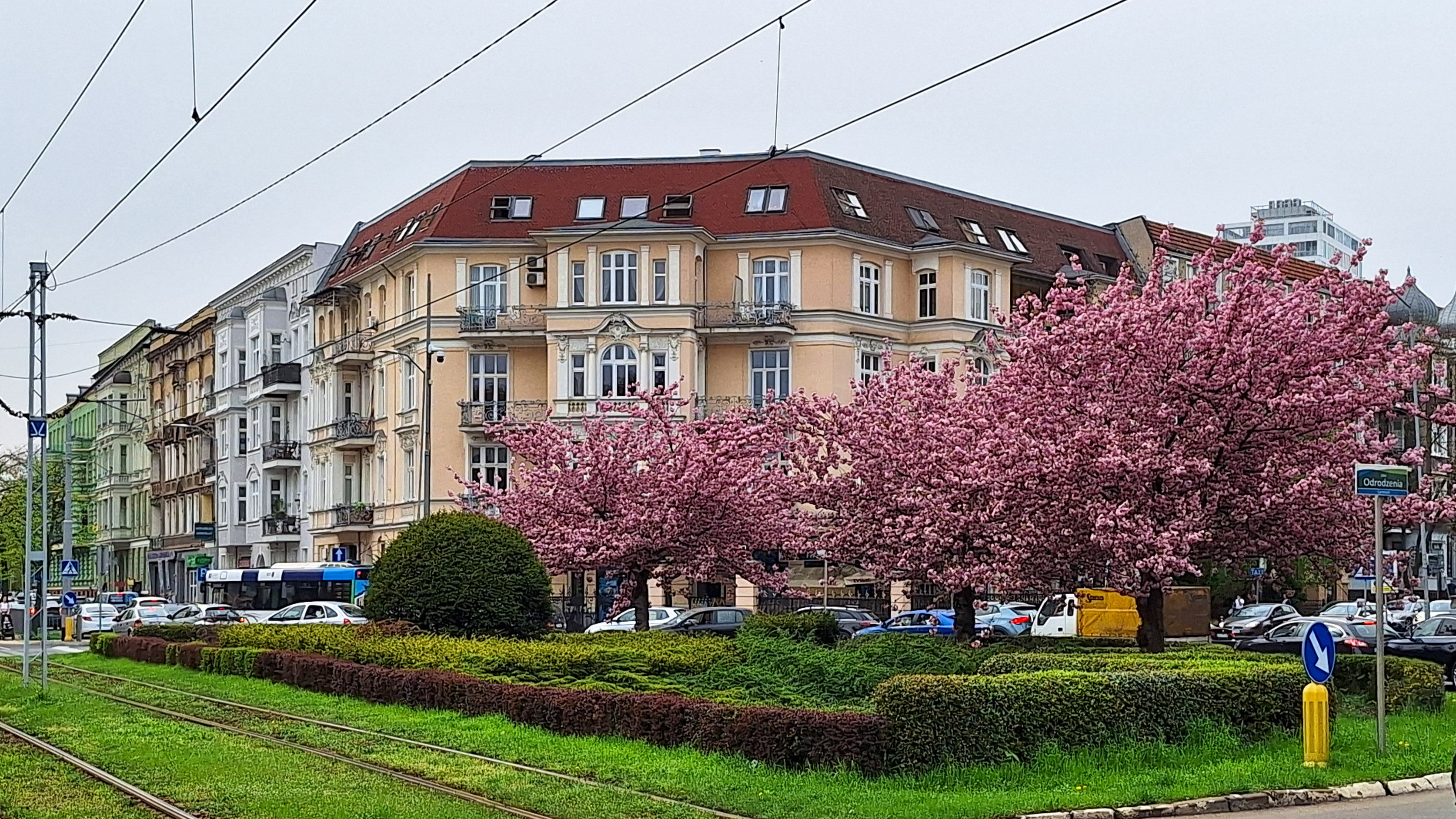
Narożnik ul. Monte Cassino i ul. Piłsudskiego
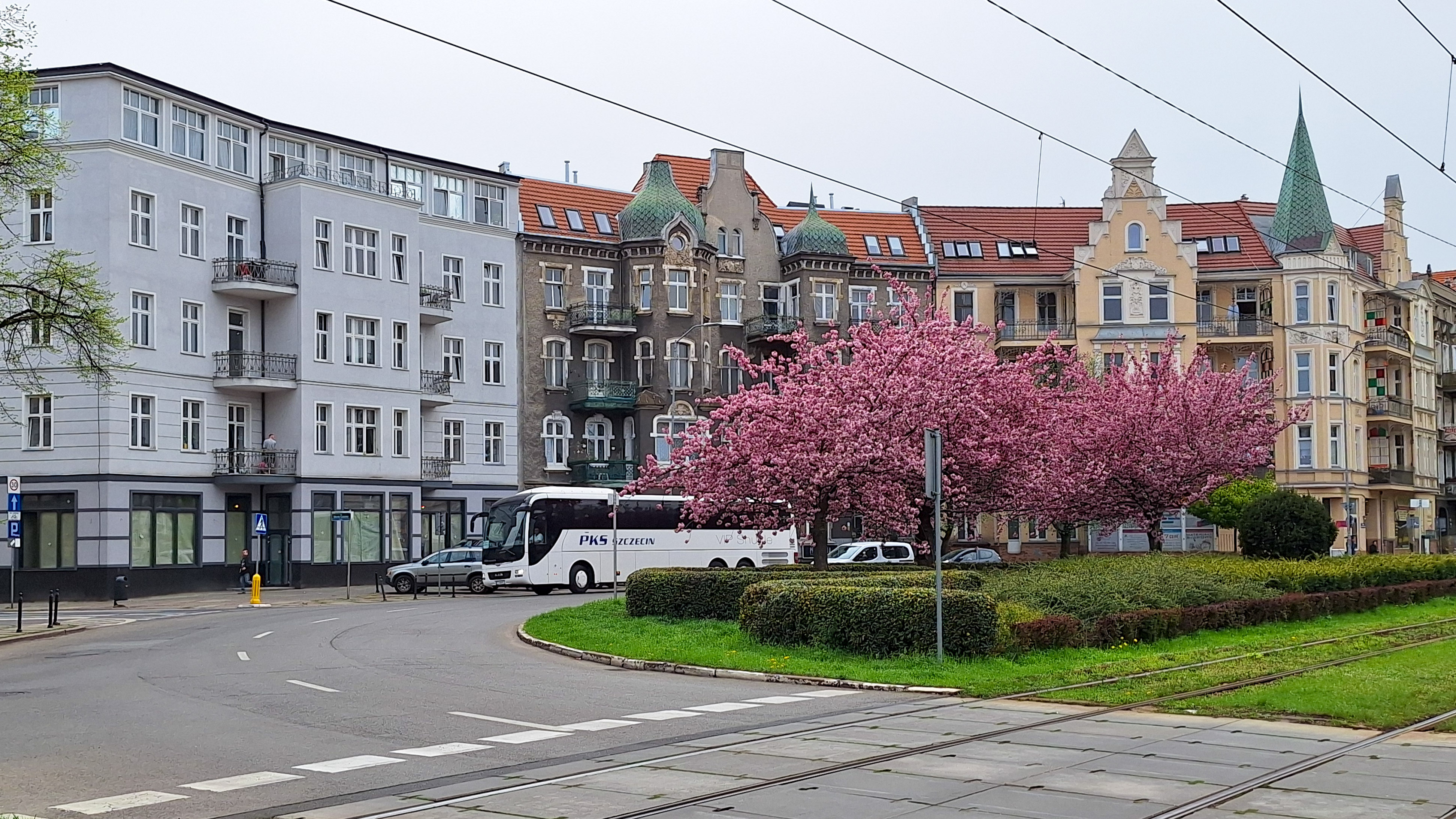
Narożnik ul. Monte Cassino i ul. Piłsudskiego